# Municipio de Eden (condado de Ness)
El municipio de Eden (en inglés, Eden Township) es un municipio del condado de Ness, Kansas, Estados Unidos. Tiene una población estimada, a mediados de 2023, de 68 habitantes.
Abarca una zona exclusivamente rural.

## Geografía
Está ubicado en las coordenadas 38°28′38″N 100°9′5″O / 38.47722, -100.15139. Según la Oficina del Censo, tiene una superficie de 266.34 km², correspondientes en su totalidad a tierra firme.

## Demografía
Según el censo de 2020, en ese momento había 77 personas residiendo en la zona. La densidad de población era de 0.29 hab./km². El 97.40 % de los habitantes eran blancos, el 1.30 % eran de una mezcla de razas y el 1.30 % eran de una mezcla de razas. Del total de la población, el 2.60 % eran hispanos o latinos de cualquier raza.